# Grup diedral

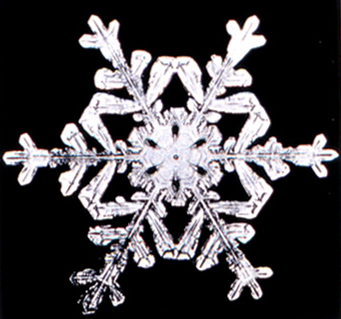
El grup de simetria d'un floc de neu és D₆, una simetria diedral, el mateux que per a un hexàgon regular.

En matemàtiques, un grup diedral (o grup dièdric) és el grup de simetries d'un polígon regular, que inclou rotacions i reflexions. Els grups diedrals són exemples de grups finits, i juguen un rol important en teoria de grups, geometria i química.

## Notació
Existeixen dues notacions paral·leles per al grup diedral associat a un polígon de n cares. En geometria, aquest grup es denota per Dn, mentre que en àlgebra abstracta el mateix grup es denota per D2n, per tal d'indicar el nombre d'elements. La notació de Coxeter és una altra notació, que representa la simetria diedral de reflexions per [n], d'ordre 2n, i la simetria diedral de rotacions per [n]+, d'ordre n.
En aquest article es fa servir Dn per referir-se a les simetries d'un polígon regular de n costats.

## Definició

### Elements

Els sis eixos de reflexió d'un hexàgon regular

Un polígon regular té 2n simetries diferents: n simetries de rotació i n simetries de reflexió. Les rotacions i reflexions associades configuren el grup diedral Dn. Si n és senar, cada eix de simetria connecta el punt mig d'una cara amb el vèrtex oposat. Si n és parell, hi ha n/2 eixos de simetria que connecten vèrtexs oposats. En qualsevol cas, hi ha n eixos de simetria i 2n elements al grup de simetria. Una reflexió respecte a un eix seguida d'una reflexió respecte a un altre eix resulta en una rotació d'angle doble que l'angle format pels eixos. La següent figura mostra els 16 elements de D₈ sobre un senyal d'estop:

La primera fila mostra l'efecte de les 8 rotacions, i la segona fila mostra l'efecte de les 8 reflexions, en cada cas actuant sobre el senyal d'estop amb l'orientació mostrada a l'extrem superior esquerre.

### Estructura de grup
Anàlogament a qualsevol altre objecte geomètric, la composició de dues simetries d'un polígon regular és una altra simetria d'aquest objecte. Amb l'operació binària definida per la composició, això dota a les simetries d'un polígon l'estructura algebraica d'un grup finit.
La següent taula de Cayley mostra l'efecte de la composició en el grup D₃ (les simetries d'un triangle equilàter). La rotació r0 denota la rotació identitat; r1 i r₂ denoten rotacions de 120° i 240°, respectivament, en sentit antihorari, i s0, s1 i ₂ denoten reflexions respecte de les tres rectes de la figura adjunta.
|    | r0 | r1 | r₂ | s0 | s1 | s₂ |
| -- | -- | -- | -- | -- | -- | -- |
| r0 | r0 | r1 | r₂ | s0 | s1 | s₂ |
| r1 | r1 | r₂ | r0 | s1 | s₂ | s0 |
| r₂ | r₂ | r0 | r1 | s₂ | s0 | s1 |
| s0 | s0 | s₂ | s1 | r0 | r₂ | r1 |
| s1 | s1 | s0 | s₂ | r1 | r0 | r₂ |
| s₂ | s₂ | s1 | s0 | r₂ | r1 | r0 |

Per exemple, s₂s1 = r1, perquè la reflexió s1 seguida per la reflexió s₂ és igual a una rotació de 120°. L'ordre dels elements que intervenen en la composició és de dreta a esquerra, la qual cosa simbolitza la convenció de què l'element actua sobre l'expressió de la seva dreta. L'operació de composició no és commutativa.
En general, el grup Dn està format pels elements r0, ..., rn–1 and s0, ..., sn−1, amb la composició donada per les següents fórmules:
{\displaystyle \mathrm {r} _{i}\,\mathrm {r} _{j}=\mathrm {r} _{i+j}},
{\displaystyle \mathrm {r} _{i}\,\mathrm {s} _{j}=\mathrm {s} _{i+j}},
{\displaystyle \mathrm {s} _{i}\,\mathrm {r} _{j}=\mathrm {s} _{i-j}},
{\displaystyle \mathrm {s} _{i}\,\mathrm {s} _{j}=\mathrm {r} _{i-j}.}
En tots els casos, l'addició i subtracció de subíndexs cal realitzar-les emprant aritmètica modular amb mòdul n.

### Representació matricial

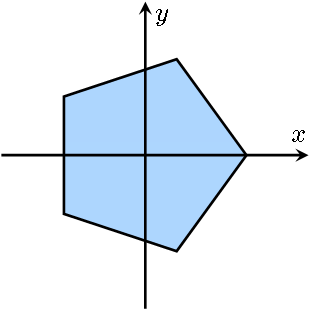
Les simetries d'aquest pentàgon són transformacions lineals del pla considerat com a espai vectorial.

Si hom centra el polígon regular a l'origen, llavors els elements del grup diedral actuen com a transformacions lineals del pla. Això permet representar els elements de Dn com a matrius, amb la composició donada per la multiplicació de matrius. Aquest és un exemple d'una representació de grup bidimensional.
Per exemple, els elements del grup D₄ es pot representar mitjançant les següents 8 matrius:
{\displaystyle {\begin{matrix}\mathrm {r} _{0}={\bigl (}{\begin{smallmatrix}1&0\\[0.2em]0&1\end{smallmatrix}}{\bigr )},&\mathrm {r} _{1}={\bigl (}{\begin{smallmatrix}0&-1\\[0.2em]1&0\end{smallmatrix}}{\bigr )},&\mathrm {r} _{2}={\bigl (}{\begin{smallmatrix}-1&0\\[0.2em]0&-1\end{smallmatrix}}{\bigr )},&\mathrm {r} _{3}={\bigl (}{\begin{smallmatrix}0&1\\[0.2em]-1&0\end{smallmatrix}}{\bigr )},\\[1em]\mathrm {s} _{0}={\bigl (}{\begin{smallmatrix}1&0\\[0.2em]0&-1\end{smallmatrix}}{\bigr )},&\mathrm {s} _{1}={\bigl (}{\begin{smallmatrix}0&1\\[0.2em]1&0\end{smallmatrix}}{\bigr )},&\mathrm {s} _{2}={\bigl (}{\begin{smallmatrix}-1&0\\[0.2em]0&1\end{smallmatrix}}{\bigr )},&\mathrm {s} _{3}={\bigl (}{\begin{smallmatrix}0&-1\\[0.2em]-1&0\end{smallmatrix}}{\bigr )}.\end{matrix}}}
En general, les matrius que representen els elements de Dn tenen la següent forma:
{\displaystyle {\begin{aligned}\mathrm {r} _{k}&={\begin{pmatrix}\cos {\frac {2\pi k}{n}}&-\sin {\frac {2\pi k}{n}}\\\sin {\frac {2\pi k}{n}}&\cos {\frac {2\pi k}{n}}\end{pmatrix}}\ \ {\text{i}}\\\mathrm {s} _{k}&={\begin{pmatrix}\cos {\frac {2\pi k}{n}}&\sin {\frac {2\pi k}{n}}\\\sin {\frac {2\pi k}{n}}&-\cos {\frac {2\pi k}{n}}\end{pmatrix}}.\end{aligned}}}
La matriu rk és una matriu de rotació, que expressa una rotació en sentit antihorari d'un angle de 2πk/n. La matriu sk és una reflexió respecte una recta que fa un angle de πk/n amb l'eix de les x.

## Grups diedrals menors

Exemples de subgrups d'una simetria diedral hexagonal

Per n = 1, tenim D1. Aquesta notació es fa servir rarament excepte en l'estudi de la sèrie completa, ja que és isomorf a Z₂. Per n = 2, tenim D₂, el grup de Klein. Tots dos són casos excepcionals dins de la sèrie:
- D1 i D₂ són abelians; per a altres valors de n, Dn no és abelià.
- Dn és un subgrup del grup simètric Sn per n ≥ 3. Com que 2n > n! per n = 1 o n = 2, per aquests valors, Dn és massa gran per ser un subgrup.
- El grup d'automorfismes interns de D₂ és trivial, mentre que per a altres valors de n parell, el grup d'automorfismes interns és Dn/Z₂.

Els grafs dels cicles dels grups diedrals consisteixen d'un cicle de n elements i de n cicles de 2 elements. El vèrtex fosc dels grafs de cicles de la següent taula representen l'element neutre, i els altres vèrtexs són els altres elements del grup. Un cicle consisteix en potències successives d'algun dels elements connectats amb l'element neutre.
| D1 = Z₂    | D₂ = Z₂² = K₄ | D₃ | D₄ | D₅          |
| ---------- | ------------- | -- | -- | ----------- |
|            |               |    |    |             |
|            |               |    |    |             |
| D₆ = D₃×Z₂ | D₇            | D₈ | D9 | D10 = D₅×Z₂ |

| D₃ = S₃ | D₄ |

## El grup diedral com a grup de simetria en dues dimensions i com a grup de rotacions en tres dimensions
Un exemple d'un grup diedral abstracte Dn, i una manera habitual de visualitzar-lo, és el grup Dn de transformacions isomètriques que mantenen l'origen invariant. Aquests grups formen una de les dues sèries de grups puntuals de simetria discrets en dues dimensions. Dn consisteix en n rotacions de múltiples de 360°/n al voltant de l'origen, i reflexions respecte n rectes que passen per l'origen, formant angles de múltiples de 180°/n les unes amb les altres. Aquest és el grup de simetria d'un polígon regular de n costats (per a n ≥ 3; això es pot estendre als casos n = 1 i n = 2 considerant el "centre" d'un "1-gon" o "2-gon").
El grup diedral Dn està generat per una rotació r d'ordre n i una reflexió s d'ordre 2 tals que
{\displaystyle srs=r^{-1}\,}.
En termes geomètrics, en un mirall, una rotació es veu com una rotació inversa. En termes de nombres complexos, Dn està generat per multiplicació per {\displaystyle e^{2\pi i \over n}} i conjugació complexa.
En termes matricials, si es defineix
{\displaystyle \mathrm {r} _{1}={\begin{pmatrix}\cos {2\pi  \over n}&-\sin {2\pi  \over n}\\[8pt]\sin {2\pi  \over n}&\cos {2\pi  \over n}\end{pmatrix}}\qquad \mathrm {s} _{0}={\begin{pmatrix}1&0\\0&-1\end{pmatrix}}}
i definint {\displaystyle \mathrm {r} _{j}=\mathrm {r} _{1}^{j}} i {\displaystyle \mathrm {s} _{j}=\mathrm {r} _{j}\,\mathrm {s} _{0}} per a {\displaystyle j\in \{1,\ldots ,n-1\}}, hom pot escriure les regles del producte per a  Dn com
{\displaystyle \mathrm {r} _{j}\,\mathrm {r} _{k}=\mathrm {r} _{(j+k){\bmod {n}}}}
{\displaystyle \mathrm {r} _{j}\,\mathrm {s} _{k}=\mathrm {s} _{(j+k){\bmod {n}}}}
{\displaystyle \mathrm {s} _{j}\,\mathrm {r} _{k}=\mathrm {s} _{(j-k){\bmod {n}}}}
{\displaystyle \mathrm {s} _{j}\,\mathrm {s} _{k}=\mathrm {r} _{(j-k){\bmod {n}}}}.

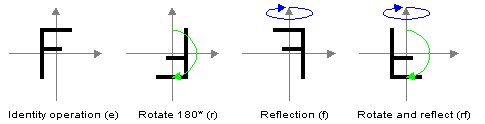
Els quatre elements de D₂ (aquí, l'eix de les x és l'eix vertical)

El grup diedral D₂ està generat per la rotació r de 180 graus i per la reflexió s respecte l'eix de les x. Els elements de D₂ es poden representar llavors com {e, r, s, rs}, on e és la transformació identitat i rs és la reflexió respecte l'eix de les y. D₂ és isomorf al grup de Klein.

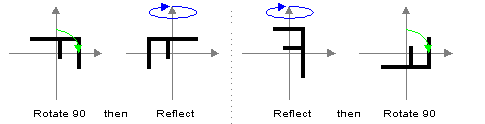
D₄ no és abelià (aquí, l'eix de les x és l'eix vertical).

Per n>2, les operacions de rotació i reflexió no són, en general, commutatives i Dn no és abelià; per exemple, en D₄, una rotació de 90 graus seguida d'una reflexió proporciona un resultat diferent a una reflexió seguida d'una rotació de 90 graus.
Així, a part de les seves aplicacions òbvies a problemes de simetria en el pla, aquests grups són exemples senzills de grups no abelians, i s'utilitzen com a contraexemples senzills de teoremes restringits a grups abelians.
Els 2n elements de Dn es poden escriure com e, r, r², ..., rn−1, s, r s, r² s, ..., rn−1 s. Els primers n elements enumerats són rotacions, i els n restants són reflexions respecte d'un eix (totes les quals tenen ordre 2). El producte de dues rotacions o dues reflexions és una rotació; el producte d'una rotació i una reflexió és una reflexió.
Fins ara, hom ha considerat Dn com un subgrup del grup ortogonal O(2), és a dir, del grup de rotacions (al voltant de l'origen) i reflexions (respecte eixos que passen per l'origen) del pla. Tanmateix, la notació Dn també es fa servir per a un subgrup de SO(3) que també és de tipus Dn: el grup propi de simetria d'un polígon regular immers en l'espai tridimensional (si n ≥ 3). Aquesta figura es pot interpretar com un sòlid regular degenerat amb la seva cara comptada dos cops. Per això, també se l'anomena díedre ((grec) Δίεδρο "sòlid amb dues cares"), la qual cosa explica el nom grup dièdric (per analogia a grup tetraèdric, octaèdric i icosaèdric, en relació als grups propis de simetria d'un tetràedre, un octàedre i un icosàedre regulars, respectivament).

### Exemples de simetria diedral en dues dimensions

Simetria D₆ bidimensional: Estrella de David
Simetria D24 bidimensional: Chakra Ashoka, element que apareix a la bandera de l'Índia

## Definicions equivalents
Altres definicions equivalents de Dn són:
- El grup d'automorfismes del graf consistent d'un cicle amb n vèrtexs (si n ≥ 3).
- El grup amb presentació

{\displaystyle D_{n}=\langle r,s\mid ord(r)=n,ord(s)=2,srs=r^{-1}\rangle }
o
{\displaystyle D_{n}=\langle x,y\mid x^{n}=y^{2}=(xy)^{2}=1\rangle }.
A partir de la segona presentació, hom pot concloure que Dn pertany a la classe dels grups de Coxeter.
- El producte semidirecte dels grups cíclics Zn i Z₂, amb Z₂ actuant sobre Zn per inversió (per tant, Dn sempre té un subgrup normal isomorf al grup Zn)

{\displaystyle \mathbb {Z} _{n}\rtimes _{\varphi }\mathbb {Z} _{2}} és isomorf a Dn si {\displaystyle \varphi (0)} é la identitat i {\displaystyle \varphi (1)} és una inversió.

## Propietats
Les propietats dels grups diedrals Dn amb n ≥ 3 depenen de si n és parell o senar. Per exemple, el centre de Dn consisteix només de la identitat si n és senar, però si n és parell, el centre té dos elements, la identitat i rn / 2 (considerant Dn com a subgrup d'O(2), això és una inversió).
Per a n senar, el grup abstracte D2n és isomorf al producte directe de Dn i Z₂.
En el cas d'isometries bidimensionals, això correspon a afegir la inversió, donant rotacions i reflexions sobre les ja existents.
Si m divideix n, llavors Dn té n / m subgrups de tipus Dm, i un subgrup Zm. Per tant, el nombre total de subgrups de Dn (n ≥ 1), és igual a d(n) + σ(n), on d(n) és el nombre de divisors positius de n, i σ(n) és la suma dels divisors positius de n. Vegeu Llista de grups petits per als casos n ≤ 8.
El grup diedral d'ordre 8 (D₄) és l'exermple més petit de grup que no és un T-grup. Qualsevol dels seus dos grups de Klein (que són normals a D₄) té com a subgrups normals uns subgrups d'ordre 2 generats per una reflexió de D₄, però aquests subgrups no són normals a D₄.

### Classes de conjugació de reflexions
Quan n és senar, totes les reflexions són conjugades les unes de les altres, però si n és parell, s'agrupen en dues classes de conjugació. Si pensem en les isometries d'un n-gon regular, en el cas de n senar hi ha rotacions del grup entre cada parell d'eixos de reflexió, mentre que si n és parell, a partir d'un eix de reflexió només es pot arribar a la meitat dels restants. Geomètricament, en un polígon amb un nombre senar de costats cada eix de simetria passa per un vèrtex i un costat, mentre que en un polígon amb un nombre parell de costats hi ha dos conjunts d'eixos, cadascun corresponent a una classe de conjugació: els que passen per dos vèrtexs i els que passen per dos costats.
Algebraicament, això és una aplicació del teorema de Sylow conjugat (per a n senar): si n és senar, tota reflexió, juntament amb la identitat, formen un subgrup d'ordre 2, que és un 2-subgrup de Sylow ({\displaystyle 2=2^{1}} és la màxima potència de 2 que divideix {\displaystyle 2n=2(2k+1)}), mentre que si n és parell, aquests subgrups d'ordre 2 no són subgrups de Sylow perquè 4 (una potència superior de 2) divideix l'ordre del grup.
Per a n parell, existeix un automorfisme extern que intercanvia els dos tipus de reflexions (més precisament, una classe d'automorfismes externs, que són tots conjugats per un automorfisme intern).

## Grup d'automorfismes
El grup d'automorfismes de Dn és isomorf a l'holomorf de Z/nZ, és a dir, a {\displaystyle \operatorname {Hol} (\mathbf {Z} /n\mathbf {Z} )=\{ax+b\mid (a,n)=1\}} i té ordre {\displaystyle n\phi (n)}, on {\displaystyle \phi } és la funció φ d'Euler, el nombre dels nombres k dins {\displaystyle 1,\dots ,n-1} que són coprimers amb n.
Això es pot entendre en termes dels generadors d'una reflexió i d'una rotació elemental (rotació d'un angle {\displaystyle k(2\pi /n)}, per k coprimer a n); la classificació en automorfismes interns i externs depèn de la paritat de n.
- Per a n senar, el grup diedral no té centre, de tal manera que qualsevol element defineix un automorfisme intern no trivial; per a n parell, la rotació de 180° (reflexió respecte l'origen) és l'element no trivial del centre.
- Així, si n és senar, el grup d'automorfismes interns té ordre 2n, i si n és parell (llevat del cas n = 2) el grup d'automorfismes interns té ordre n.
- Si n és senar, totes les reflexions són conjugades; si n és parell, les reflexions es relacionen en dues classes (la de les reflexions amb un eix que passa per dos vèrtexs, i la de les que tenen un eix que passa per dos vèrtexs), relacionades mitjançant un automorfisme extern, representat per la rotació d'angle {\displaystyle \pi /n} (la meitat de la rotació mínima).
- Les rotacions formen un subgrup normal; la conjugació per una reflexió canvia el signe (el sentit) de la rotació, altrament les deixa invariables. Per tant, els automorfismes que multipliquen angles per k (coprimer amb n) són externs, llevat que {\displaystyle k=\pm 1}.

### Exemples de grups d'automorfismes
D9 té 18 automorfismes interns. Com a grup d'isometries bidimensionals, el grup conté reflexions a intervals de 20°. Els 18 automorfismes interns són les rotacions d'angles múltiples de 20°, i reflexions. Com a grup d'isometries, aquests són tots automorfismes. Com a grup abstracte, existeixen 36 automorfismes externs addicionals, per exemple multiplicar els angles de rotació per 2.
D10 té 10 automorfismes interns. Com a grup d'isometries bidimensionals D10, el grup conté reflexions a intervals de 18°. Els 10 automorfismes interns són les rotacions d'angles múltiples de 36°, i reflexions. Com a grup d'isometries conté 10 automorfismes més; es tracta dels conjugats per isometries externes al grup, que roten 18° els eixos de reflexió respecte els automorfismes interns. Com a grup abstracte, existeixen encara 20 automorfismes addicionals, per exemple multiplicar els angles de rotació per 3.
Comparem els valors 6 i 4 per a la funció φ d'Euler, el grup multiplicatiu d'enters mòdul n per n = 9 i 10, respectivament. Aquedts grups tripliquen o dupliquen el nombre d'automorfismes en comparació amb els dos automorfismes com a isometries (mantenint inalterat l'ordre de les rotacions, o invertint-ne l'ordre).
Els únics valors de n per als quals φ(n) = 2 són 3, 4 i 6, i per tant, només existeixen tres grups diedrals que siguin isomorfs als seus grups d'automorfismes: D₃ (ordre 6), D₄ (ordre 8) i D₆ (ordre 12).

### Grup d'automorfismes interns
El grup d'automorfismes interns de Dn és isomorf a:
- Dn si n és senar;
- Trivial si n = 2;
- Dn/Z₂ si n és parell i n > 2.

## Generalitzacions
Existeixen diverses generalitzacions importants dels grups diedrals:
- El grup diedral infinit és un grup infinit amb una estructura similar a la dels grups diedrals finits. Es pot interpretar com el grup de simetries dels enters.
- El grup ortogonal O(2), és a dir, el grup de simetries de la circumferència, també té propietats similars a les dels grups diedrals.
- La família dels grups diedrals generalitzats inclou els dos exemples anteriors, així com altres grups.
- Els grups quasidiedrals són una família de grups finits amb propietats similars a les dels grups diedrals.